# Uwe Albrecht (Autor)

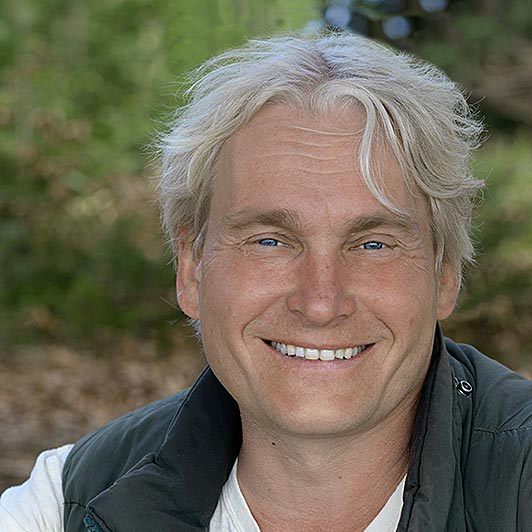
Uwe Albrecht

Uwe Albrecht (* März 1966 in Berlin) ist ein deutscher Autor und Geschäftführer der „innerwise Shop GmbH“

## Leben
Uwe Albrecht studierte bis 1994 an der Humboldt-Universität zu Berlin Humanmedizin. Im Jahre 1996 machte er sich mit seiner eigenen Praxis in Neuenhagen selbständig und begann seine Methode innerwise zu entwickeln. Fachliteratur zu den Methoden liegt nicht vor.
Auf seinem Blog und der Videoplattform Youtube nimmt er zum Thema Impfung Stellung. Dabei vertritt Albrecht gängige Verschwörungstheorien, Impfungen seien aufgrund von   „Aluminium-Verbindungen“ schädlich.

## Kritik
Albrechts Tätigkeiten waren auch Gegenstand einer Kurzdokumentation des Recherchezentrums Correctiv für das RTL-Nachtjournal. Dabei analysiert der Beitrag, wie „innerwise“ ein esoterisches System mit fragwürdigen Heilversprechen und pseudowissenschaftlichem Anstrich ist. Die Angebote sind geprägt von sehr hohen Versprechen – unter anderem wird suggeriert, man könne tiefgreifende gesundheitliche und seelische Probleme durch energetische „Harmonisierung“ lösen. Kritiker werfen Albrecht und „Innerwise“ vor, auch schwerwiegende Krankheiten wie Krebs in den Kontext dieser Methoden zu stellen, was ethisch und medizinisch höchst bedenklich ist.

## Werke
Seine Werke beschäftigen sich überwiegend mit der von ihm entwickelten Methode namens innerwise, Sie sind der Esoterik zuzuordnen.
- Inner Wise Heilapotheke: Werde Dein eigener Heiler. Allegria-Ullstein, Berlin 2011, ISBN 978-3-7934-2212-9
- Ja/nein - So einfach kann das Leben sein: Der Armlängentest als Entscheidungshilfe in jeder Situation. Ullstein, Berlin 2011, ISBN 978-3-548-74535-0
- Der Heilatem - Atme Dich frei. Atme Dich gesund. Atme Dich glücklich. Schirner, Darmstadt 2011, ISBN 978-3-8434-1040-3
- Ein Kurs im Heilen: Energetische Medizin für uns alle. Allegria-Ullstein, Berlin 2012, ISBN 978-3-548-74566-4
- Besser schlafen, besser leben: Mit InnerWise zu einem guten Schlaf Allegria, Berlin 2014, ISBN 978-3-548-74610-4
- Integrity is my way: Der ehrliche Weg zum Glück Knaur MensSana HC, München 2014, ISBN 978-3-426-65752-2
- Intuitive Diagnostik: Die evolutionäre innerwise-Methode Knaur MensSana HC, München 2015, ISBN 978-3-426-65766-9
- innerwise-Heilmeditationen Knaur MensSana HC, München 2015, ISBN 978-3-426-87709-8
- Imago - Mache das Unsichtbare sichtbar innerwise Verlag, Berlin 2016, ISBN 978-3-9818229-0-8
- Intuitive Heilung incl. DVD: Die evolutionäre innerwise-Methode Knaur MensSana HC, München 2016, ISBN 978-3-426-65766-9

### Tonträger
- Innerwise Meditationen: Heilatem. Audio-CD, Argon Verlag, Berlin 2013, ISBN 978-3-8398-8013-5
- Innerwise Meditationen: Mutter Erde Audio-CD, Argon Verlag, Berlin 2013, ISBN 978-3-8398-8023-4
- Der Fluss des Lebens: Eine meditative Traumreise Audio-CD, Argon Verlag, Berlin 2014, ISBN 978-3-8398-8037-1
- Innerwise Meditationen: inner yoga Audio-CD, Argon Balance, Berlin 2015, ISBN 978-3-8398-8065-4
- Ein Kurs im Heilen: Energetische Medizin für uns alle: 2 CDs Audio-CD, Hörbuch Hamburg, Hamburg 2015, ISBN 978-3-89903-568-1